# Schitt's Creek
Schitt's Creek (stilizzato come Schitt$ Creek) è una serie televisiva canadese ideata da Dan Levy e suo padre Eugene Levy, trasmessa su CBC Television dal 13 gennaio 2015 al 7 aprile 2020.
La serie ha vinto vari premi, tra cui un ACTRA Award e undici Canadian Screen Awards. Nel 2020 vince l'Emmy Award come miglior serie tv commedia.
In Italia è stata resa disponibile sulla piattaforma streaming Mediaset Infinity a partire dal 14 luglio all'11 novembre 2021.

## Trama
La famiglia Rose, composta da Johnny, un ricco magnate del videonoleggio, Moira, una stella delle telenovelas, e i figli David e Alexis, vede andare in fumo il proprio patrimonio quando il loro commercialista li defrauda. Ritrovatisi al verde, sono costretti a ricostruire le loro vite con la loro unica risorsa residua: una piccola città chiamata Schitt's Creek che Johnny aveva comprato per il figlio come regalo scherzoso per il suo compleanno. Nel paese vengono ben accolti dal sindaco Roland, che li fa alloggiare nel motel del paese gestito da Stevie, che diventerà la miglior amica di David. Il ragazzo inoltre troverà sia la sua strada in ambito lavorativo, aprendo un suo negozio, sia l'amore. Anche la sorella Alexis troverà l'amore, ma con grande dolore sarà costretta a rinunciarci a causa dell’impossibilità di conciliare la propria carriera lavorativa appena decollata con quella del suo fidanzato Ted. Johnny invece inizierà ad aiutare Stevie al motel e successivamente ne diventerà socio, per poi creare un franchising di motel di "alto livello". Infine, Moira riuscirà a tornare nel mondo della televisione, venendo chiamata per partecipare al remake della storica telenovela di cui faceva parte.

## Episodi
Dopo il finale della sesta stagione è stato trasmesso un episodio speciale, Best Wishes, Warmest Regards: A Schitt's Creek Farewell, ovvero un documentario sul dietro le quinte della serie, che rimane inedito in Italia fino al 2024, quando Netflix pubblica l’intera serie e il documentario in lingua italiana.
| Stagione         | Episodi | Prima TV Canada | Prima TV Italia |
| ---------------- | ------- | --------------- | --------------- |
| Prima stagione   | 13      | 2015            | 2021            |
| Seconda stagione | 13      | 2016            | 2021            |
| Terza stagione   | 13      | 2017            | 2021            |
| Quarta stagione  | 13      | 2018            | 2021            |
| Quinta stagione  | 14      | 2019            | 2021            |
| Sesta stagione   | 14      | 2020            | 2021            |

## Personaggi e interpreti

### Principali
- Johnny Rose, interpretato da Eugene Levy, doppiato da Massimo Rossi.
- Moira Rose, interpretata da Catherine O'Hara, doppiata da Alessandra Korompay.
- David Rose, interpretato da Dan Levy, doppiato da Gabriele Vender.
- Alexis Claire Rose, interpretata da Annie Murphy, doppiata da Letizia Ciampa.
- Roland Schitt, interpretato da Chris Elliott, doppiato da Stefano Thermes.
- Jocelyn Schitt, interpretata da Jennifer Robertson, doppiata da Barbara De Bortoli.
- Stevie Budd, interpretata da Emily Hampshire, doppiata da Myriam Catania.
- Twyla Sands, interpretata da Sarah Levy, doppiata da Ilaria Latini.
- Mutt Schitt, interpretato da Tim Rozon, doppiato da Francesco Venditti.
- Ronnie Lee, interpretata da Karen Robinson, doppiata da Antonella Alessandro.
- Bob Currie, interpretato da John Hemphill, doppiato da Ambrogio Colombo.
- Ted Mullens, interpretato da Dustin Milligan, doppiato da Raffaele Carpentieri.
- Wendy Kurtz, interpretata da Robin Duke[6], doppiata da Tiziana Avarista.
- Patrick Brewer, interpretato da Noah Reid, doppiato da David Chevalier.

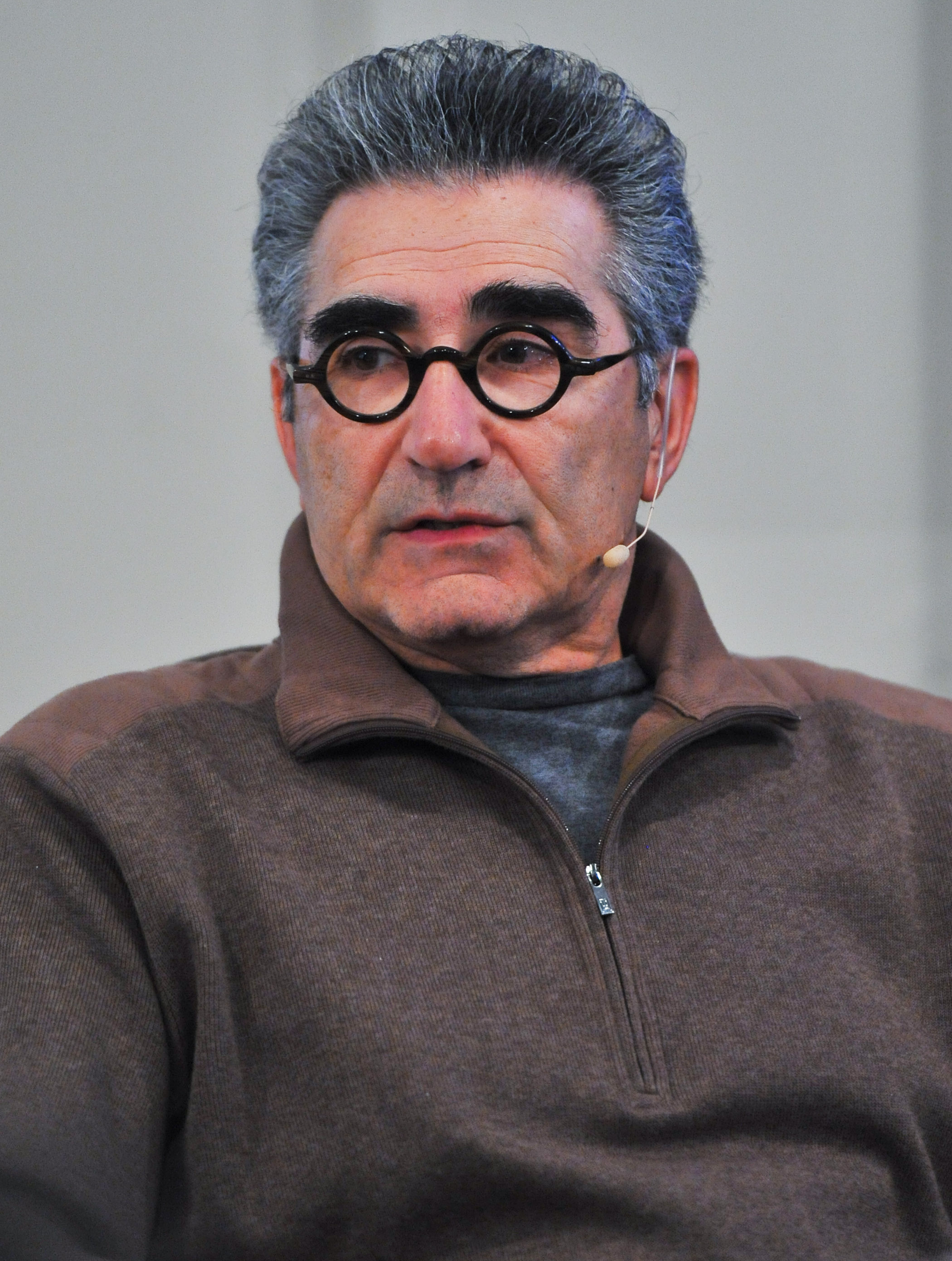
Eugene Levy interpreta Johnny Rose
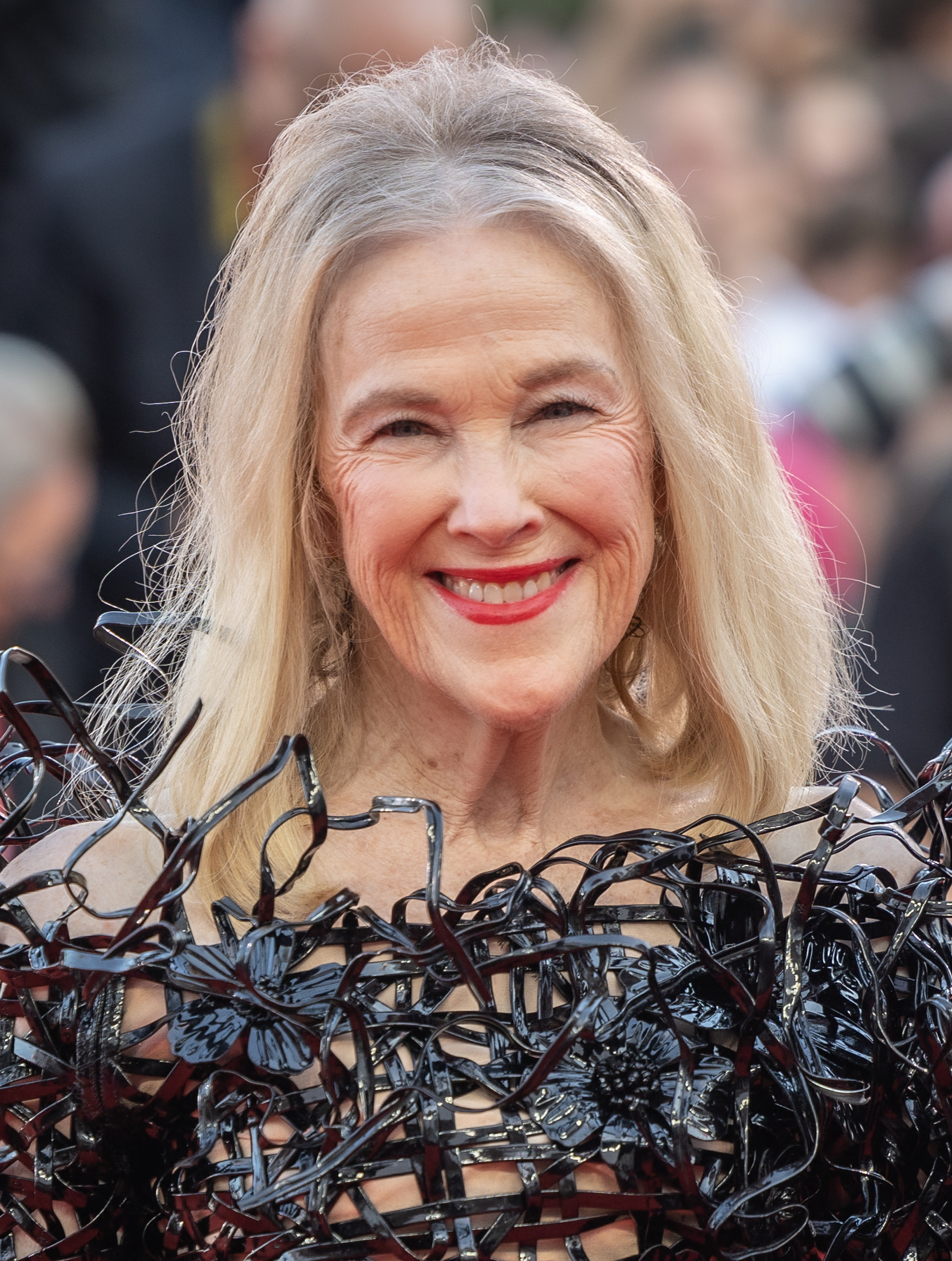
Catherine O'Hara interpreta Moira Rose
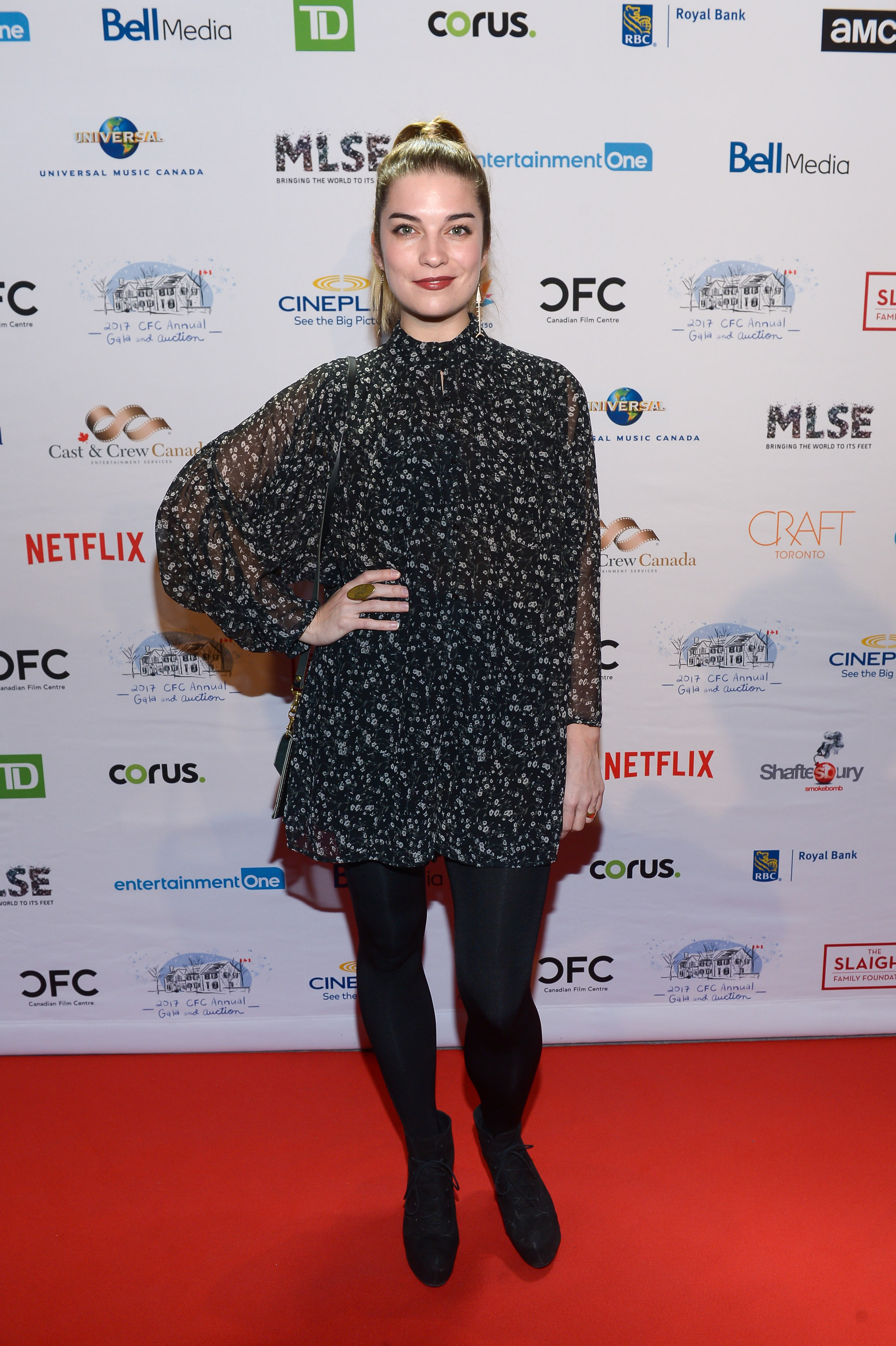
Annie Murphy interpreta Alexis Claire Rose
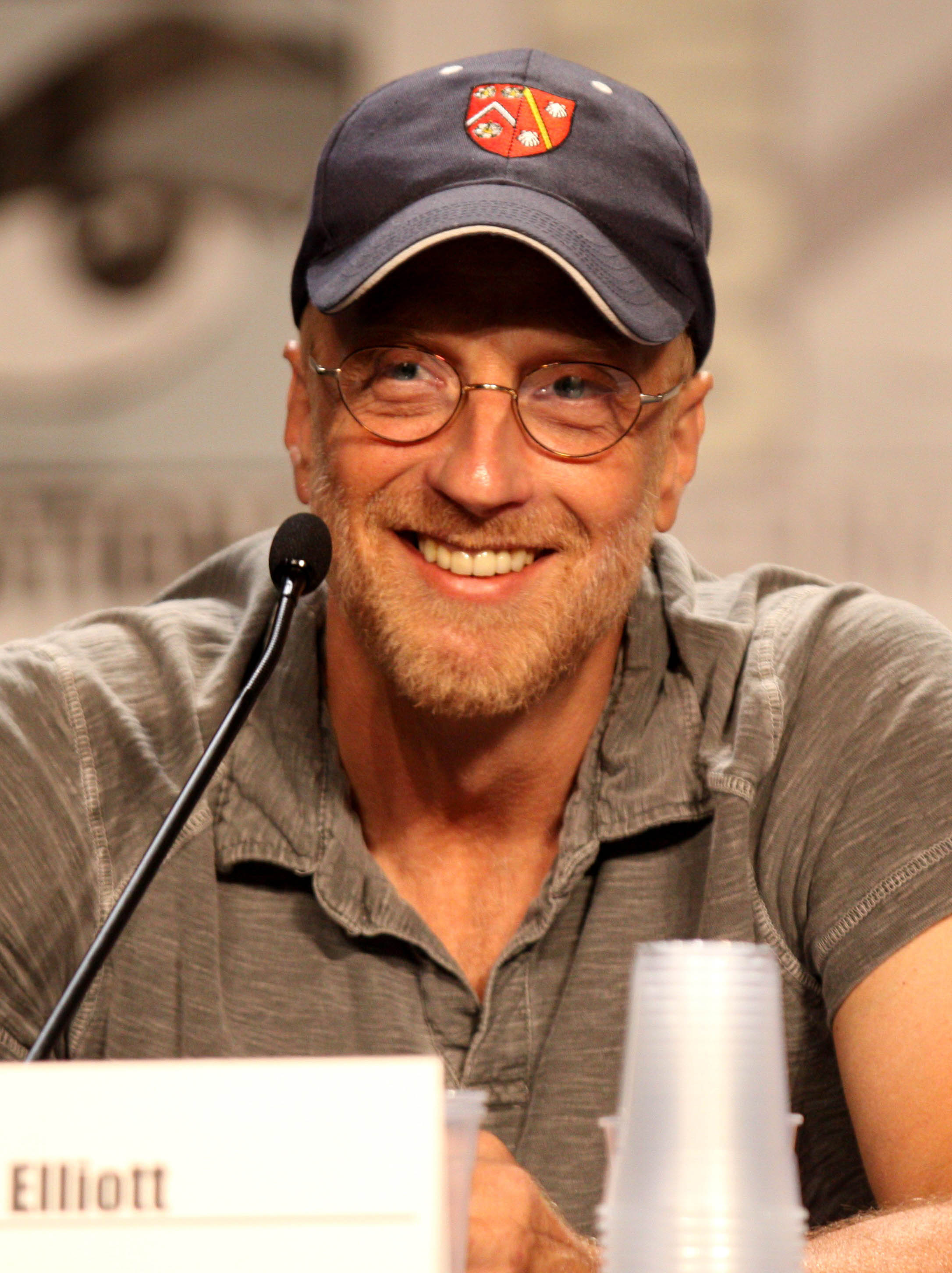
Chris Elliott interpreta Roland Schitt
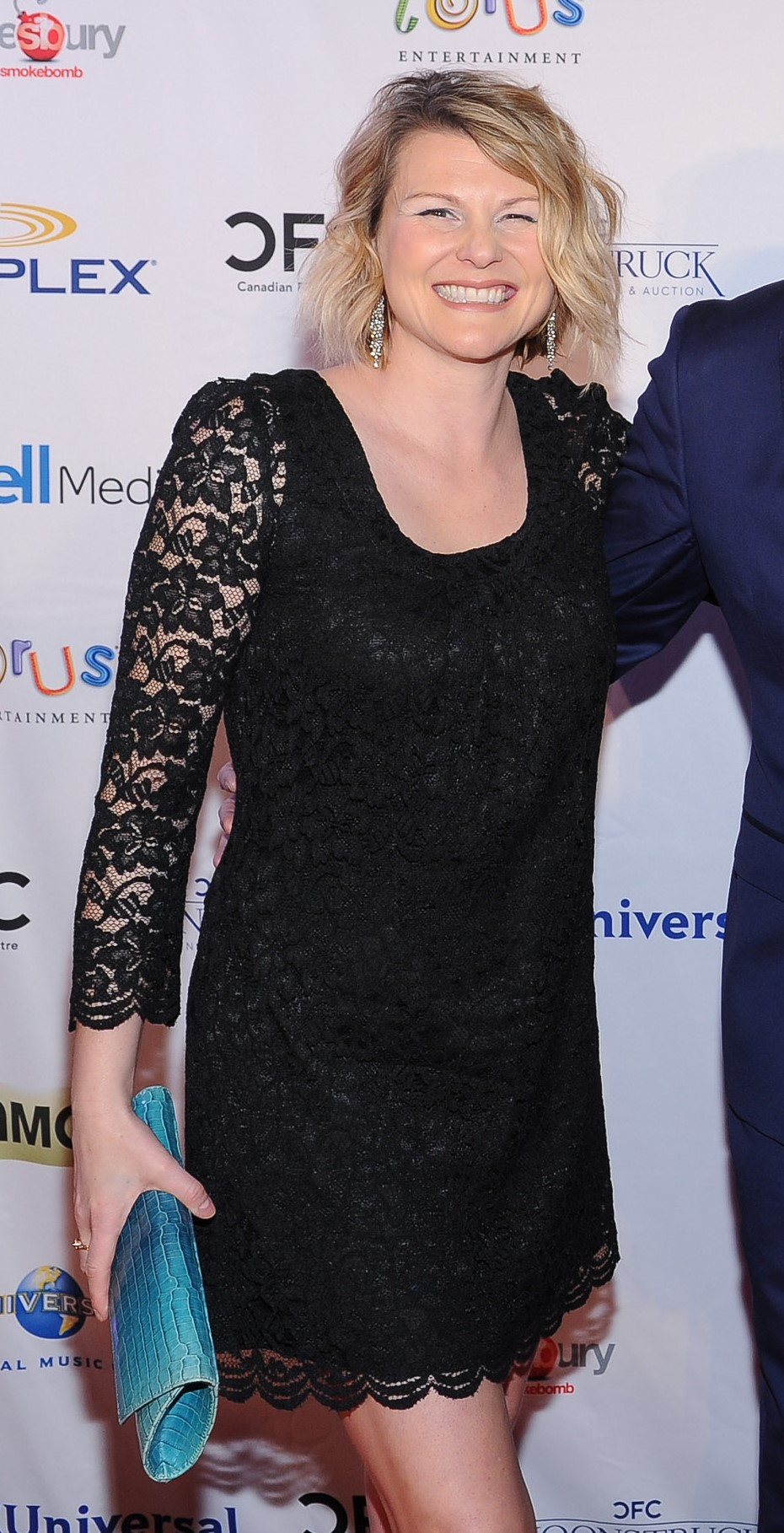
Jennifer Robertson interpreta Jocelyn Schitt
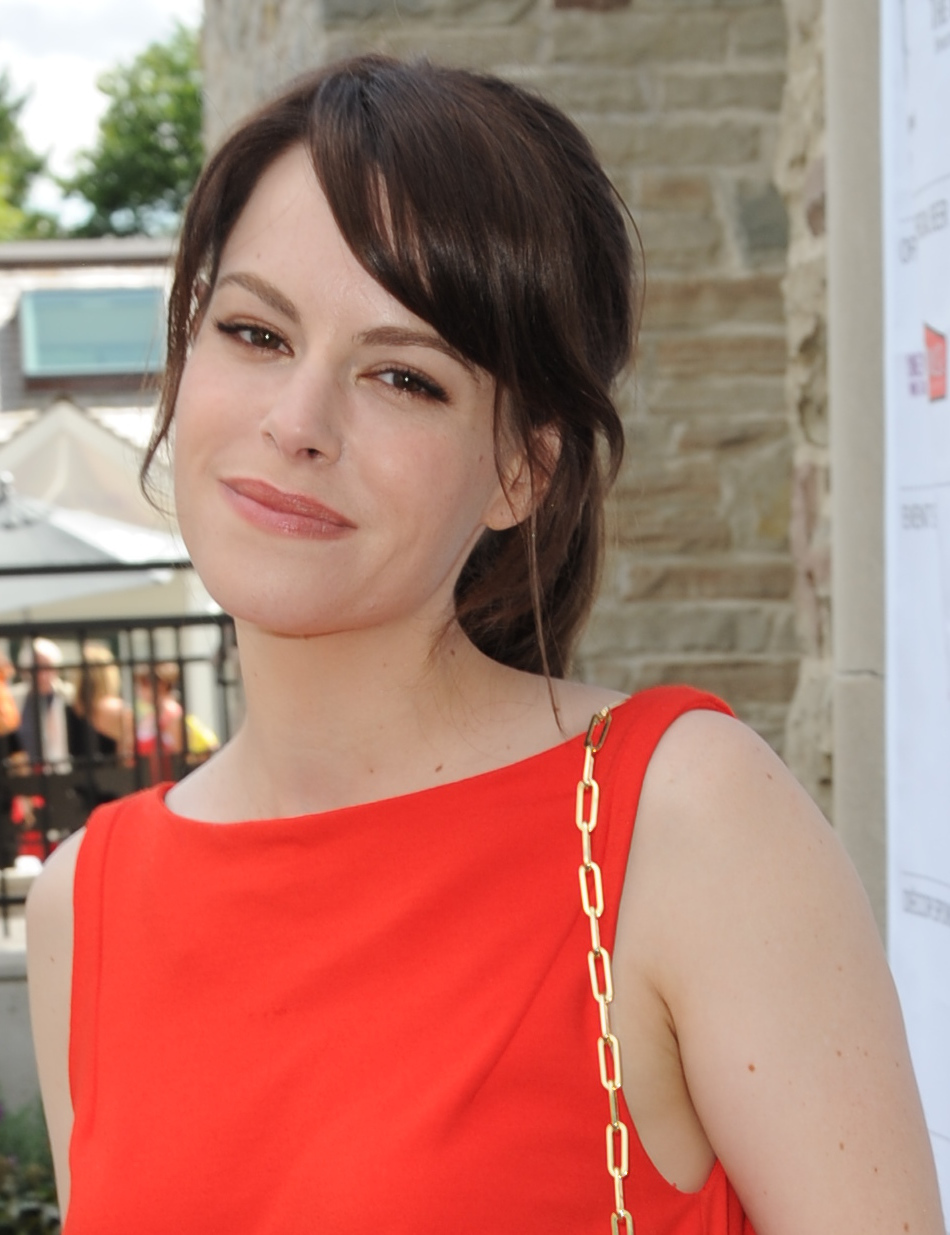
Emily Hampshire interpreta Stevie Budd
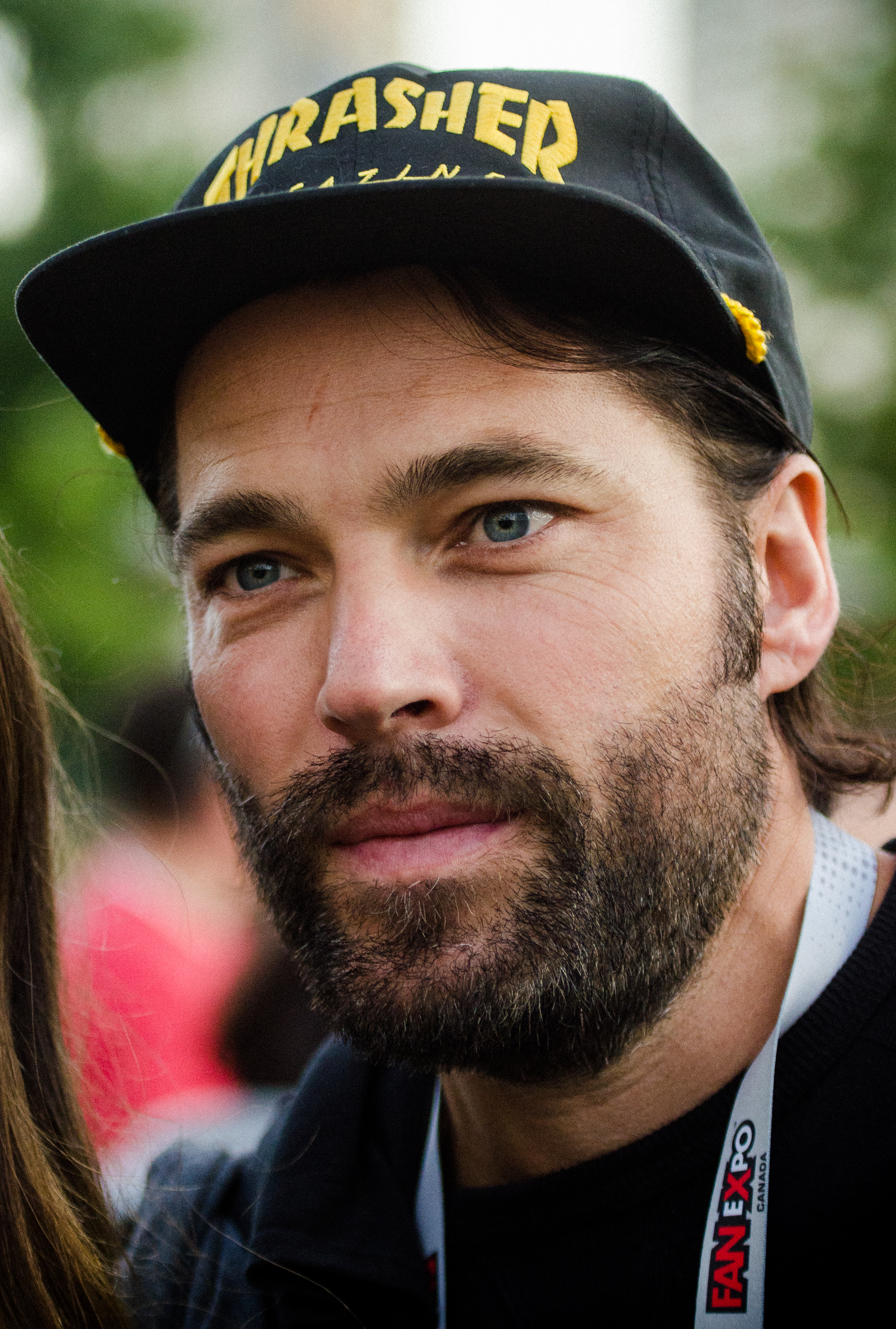
Tim Rozon interpreta Mutt Schitt
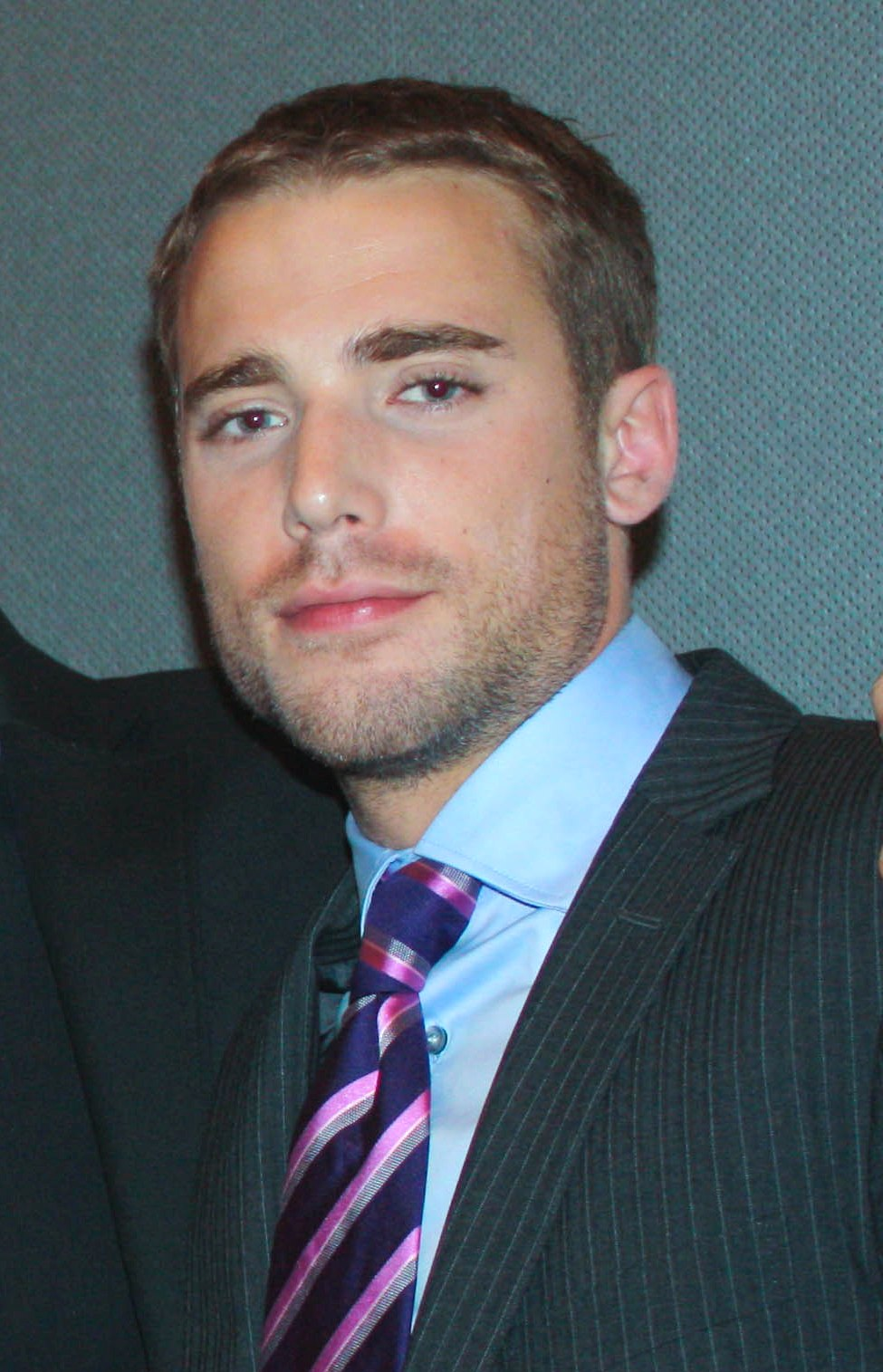
Dustin Milligan interpreta Ted Mullens
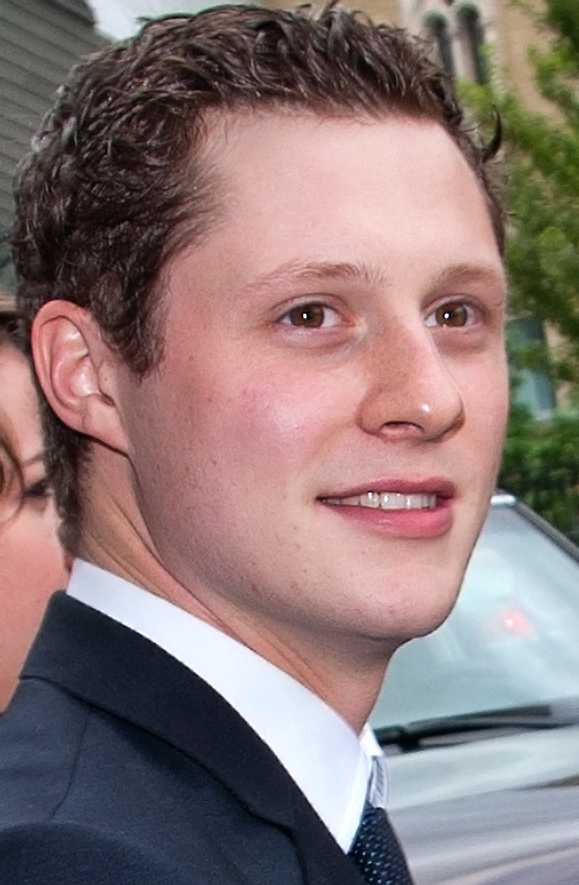
Noah Reid interpreta Patrick Brewer

### Ricorrenti
- Ray Butani, interpretato da Rizwan Manji
- Jake, interpretato da Steve Lund
- Ivan, interpretato da Jasmin Geljo

## Produzione

### Rinnovi
Il 12 gennaio 2015, la serie è stata rinnovata per una seconda stagione, trasmessa dal 12 gennaio al 29 marzo 2016.
Il 17 febbraio 2016 è stata rinnovata anche per una terza stagione, andata in onda dal 10 gennaio al 4 aprile 2017.
Il 10 marzo 2017, ha ottenuto un rinnovo per una quarta stagione, trasmessa dal 9 gennaio al 10 aprile 2018.
Il 6 marzo 2018, la serie viene rinnovata per una quinta stagione.
Il 22 marzo 2019, viene rinnovata per una sesta e ultima stagione composta da 14 episodi, trasmessi nel 2020.

### Riprese
La serie è stata girata a Goodwood, in Ontario, nella Municipalità Regionale di Durham, nella Greater Toronto Area e a Mono, per le scene nel motel. Le scene interne per le prime due stagioni sono state girate al Pinewood Toronto Studios di Toronto, mentre quelle per la terza stagione sono state girate ai Dufferin Gate Studios, sempre a Toronto.

## Trasmissione internazionale
- Stati Uniti d'America : Pop[17][18]
- Nuova Zelanda : TVNZ 2[19]
- Regno Unito , Irlanda , Sudafrica , Australia : Netflix
- Italia : Mediaset Infinity, Italia 1, Italia 2
- India : Comedy Central India

## Accoglienza
La serie è stata accolta positivamente dalla critica. Sull'aggregatore di recensioni Rotten Tomatoes ha un indice di gradimento del 61% con un voto medio di 6,38 su 10, basato su 23 recensioni. Il commento del sito recita: "Il titolo è una delle migliori battute di Schitt's Creek, ma le esibizioni di Eugene Levy e Catherine O'Hara danno alla sceneggiatura un impulso comico". Su Metacritic, invece, ha un punteggio di 64 su 100, basato su 11 recensioni.
La serie è stata anche notata per il suo ritratto di un personaggio pansessuale, interpretato da Dan Levy.

## Riconoscimenti
La serie ha vinto 16 premi su 40 candidature (1 ACTRA Toronto Awards, 11 Canadian Screen Awards, 3 Directors Guild of Canada Awards, 1 Golden Maple Awards e 1 Writers Guild of Canada Screenwriting Awards)
Dan Levy è stato l'attore con più candidature, avendone avute 8, tra cui una agli MTV Movie & TV Awards nel 2018, per la miglior performance comica.